# Біле світло

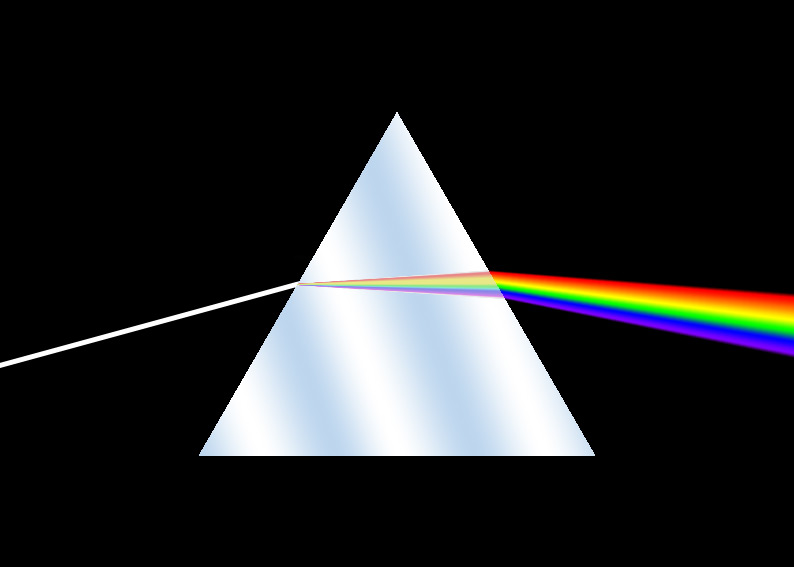
Розщеплення по спектру білого світла призмою.

Бі́ле сві́тло — складне електромагнітне випромінювання, яке викликає в нормальному людському оці світлове відчуття, нейтральне щодо кольоровості. 
Відчуття білого світла є результатом одночасної дії на сітківку ока багатьох різноманітних щодо довжини (від 4 000 Ǻ до 8 000 Ǻ) електромагнітних хвиль, які випромінюються Сонцем, твердими і рідинними непрозорими тілами при температурі понад 6 000 K. Відчуття білого світла може бути і в тому разі, якщо змішувати два доповнювальні кольори або деякі монохроматичні випромінювання, наприклад червоне, зелене і синє.